# Eristalis tammensis
Eristalis tammensis är en tvåvingeart som beskrevs av Bagatshanova 1980. Eristalis tammensis ingår i släktet slamflugor, och familjen blomflugor. Inga underarter finns listade i Catalogue of Life.